# Perditorulus faretus
Perditorulus faretus är en stekelart som beskrevs av Christer Hansson 1996. Perditorulus faretus ingår i släktet Perditorulus och familjen finglanssteklar.
Artens utbredningsområde är Costa Rica. Inga underarter finns listade i Catalogue of Life.